# Richonell Margaret
Richonell Margaret (Heerhugowaard, Países Bajos, 7 de julio de 2000) es un futbolista de Surinam que juega en la posición de delantero con el Go Ahead Eagles de la Eredivisie desde 2025.

## Selección nacional
Debutó con Surinam el 21 de marzo de 2025 en la victoria por 1-0 sobre Martinica en Paramaribo por la clasificación para la Copa de Oro de la Concacaf 2025 y su primer gol internacional lo anotó el 15 de junio de 2025 en la derrota por 3-4 ante Costa Rica por la Copa de Oro de la Concacaf 2025.

## Clubes
| Club               | País         | Año       |
| ------------------ | ------------ | --------- |
| SBV Vitesse        | Países Bajos | 2019      |
| Jong AZ            | Países Bajos | 2019-2022 |
| → TOP Oss (cedido) | Países Bajos | 2021-2022 |
| TOP Oss            | Países Bajos | 2022-2023 |
| RKC Waalwijk       | Países Bajos | 2023-2025 |
| Go Ahead Eagles    | Países Bajos | 2025-     |